# Prova d'orchestra
Prova d'orchestra è un film del 1979 diretto da Federico Fellini.
Fellini lo definì un filmetto.
Fu presentato fuori concorso al 32º Festival di Cannes.

## Trama
Il film inizia con il vecchio copista che racconta la storia dei tre papi e dei sette vescovi che si trovano all'interno di un oratorio duecentesco, trasformato in auditorium nel Settecento. La stanza vuota, riempita solo dalla voce del copista, inizia a popolarsi di leggii, spartiti, quadri che raffigurano musicisti del passato fra i quali Wolfgang Amadeus Mozart. “Oggi il pubblico non è più così”, afferma il vecchio copista mentre sistema i fogli per l'arrivo dell'orchestra. Ed ecco che sbuca la televisione, ancora parzialmente discreta, nel riprendere documentaristicamente la seduta di prove. Il regista (la voce è dello stesso Fellini) inizia a interrogare tutti gli elementi dell'orchestra a uno a uno. I musicisti scherzano, ridono, si fanno beffe a vicenda, ascoltano la partita di calcio in radio nell'attesa di iniziare a suonare. Raccontano dell'assoluta necessità dei propri strumenti all'interno dell'orchestra, come a convincersi che ciascuno di loro sia lì per fare la differenza. Qualcuno, invece, si rifiuta di rispondere alle domande della troupe televisiva, forse troppo invadente, forse poco generosa nel retribuire gli sforzi altrui. Infatti, una piccola sommossa sembra fare capolino quando si scopre che l'intervista è totalmente gratuita, e la presenza dei sindacati in sala non fa che accrescere il nervosismo fra gli astanti. I racconti continuano a susseguirsi uno alla volta, i personaggi felliniani sono come al solito delineati alla perfezione.
L'anziano clarinettista racconta delle sue performance davanti ad Arturo Toscanini, mentre gli altri lo canzonano colpendo la sua vanità. I trombettisti dialogano tra loro, una violinista si nasconde mentre beve un goccetto di whisky rimproverata dai suoi compagni. Ma ecco che arriva il direttore d'orchestra: biondo, con un forte accento tedesco, inizia a bacchettare i musicisti invitandoli subito all'ordine. Le prime prove non vanno, le note stonate che provengono dalla sala fanno notare il poco affiatamento presente, mentre il direttore comincia a spazientirsi e a rimpiangere l'ordine del passato. Dopo una lunga pausa (in cui il direttore viene intervistato nel suo camerino privato dalla televisione), l'atmosfera che si respira in sala, colta da un improvviso black out, non è più recuperabile. La rivoluzione è ormai compiuta al ritmo di slogan populisti e sessantottini: “La musica al potere, no al potere della musica!”. Il direttore è ormai sconfitto, deriso, messo alla gogna dai suoi musicisti. I muri sono pieni di scritte, l'anarchia è totale. Qualcuno spara (in possesso di regolare porto d'armi), qualcun altro fa finta di niente e continua ad ascoltare la radio.
Quando la situazione è ormai degenerata e i musicisti si ritrovano gli uni contro gli altri, una enorme palla demolisce uno dei muri della sala investendo anche la povera arpista. In uno scenario apocalittico di polvere e macerie, il direttore d'orchestra richiama allora gli orchestrali ai loro posti che, ammansiti ed ubbidienti, ricominciano a suonare. Ma il direttore, nonostante un inizio che sembrava finalmente positivo, ricomincia a inveire contro gli orchestrali prima in italiano poi in tedesco, con foga sempre maggiore.

## La critica
Giorgio Strehler sul Corriere della Sera del 14 marzo 1979: «amaro, direi disperato e inquietante apologo, questo di Fellini. Certo, proiettato sul piccolo schermo, nella placenta evasiva delle camere buie di tanti telespettatori, non solamente italiani, non potrà non lasciare sgomento chi si pone qualche domanda sul mondo in cui viviamo, sulla qualità di questa Prova d'orchestra che è nostra, che è di tutti i giorni...»
Il Fellini sognatore, visionario, narcisista inguaribile, instancabile raccontatore di sé, avverso a ogni forma di impegno, è uscito dal proprio "ego" per dare uno sguardo fuori, alla realtà che ci circonda, mettendoci sotto gli occhi una immagine inquietante dell'Italia odierna. (Costanzo Costantini, Il Messaggero, 12 novembre 1978).

## Partecipazioni
Tra i musicisti dell'orchestra non accreditati nei titoli di testa figurano Rodolfo Maltese (tromba) e Pierluigi Calderoni (percussioni) del Banco del Mutuo Soccorso.

## Riconoscimenti
- Nastri d'argento 1979
  - Nastro d'argento alla migliore colonna sonora a Nino Rota